# Monrose
Monrose war eine dreiköpfige deutsche Girlgroup. Sie wurde Ende 2006 im Rahmen der fünften Staffel der Castingshow Popstars zusammengestellt. Das Trio bestand aus Mandy Capristo, Senna Gammour und Bahar Kizil. Die Band löste sich im Frühjahr 2011 auf. Ihre größten Hits waren Shame und Hot Summer.

## Geschichte

### Entstehung der Band
Nachdem die Erfolge der Popstars-Bands aus den Staffeln zwei bis vier nur kurz angehalten hatten, knüpften die Produzenten der Sendung unter dem Motto Neue Engel braucht das Land! gezielt an das Konzept der ersten Staffel an, aus der im Herbst 2000 die No Angels als bisher erfolgreichste deutsche Castingband hervorgegangen waren. In Abkehr von den Rahmenideen vorheriger Staffeln wurden nun wieder ausschließlich junge Mädchen für die neue Band gesucht. In fünf deutschen Städten wurden Castings durchgeführt, zu denen 5.189 Bewerberinnen antraten.
Aus ihnen wählten die drei Jurymitglieder Detlef Soost, Nina Hagen und Dieter Falk in zahlreichen Qualifikationsrunden sechs Sängerinnen aus. Diese stellten sich im November 2006 in einer live ausgestrahlten Finalshow dem abschließenden Voting der Jury und der Zuschauer, bei dem schließlich die drei Bandmitglieder gekürt wurden.

Erstes Logo der Band

Ein Missgeschick beim deutschen Online-Versandhaus Amazon.de sorgte für Spekulationen über den Stellenwert der finalen Abstimmung. Am 17. November 2006 war anstelle des vorgesehenen Platzhalters ein Cover der ersten Single der Band in den Katalog des Versandhauses geraten, das den Bandnamen Monrose zeigte und auf dem drei der sechs Finalistinnen (Katarzyna Zinkiewicz, Mandy Capristo und Bahar Kizil) zu sehen waren. ProSieben bestätigte daraufhin den bis dahin geheimgehaltenen Namen Monrose und den Titel der ersten Single, Shame, dementierte aber, dass die Zusammensetzung der Band bereits feststehe. Vielmehr seien für alle 20 möglichen Konstellationen bereits Cover und Segmente für das Musikvideo vorproduziert worden, um die Band unmittelbar nach dem Finale vermarkten zu können.

### Beginn (2006–2007)

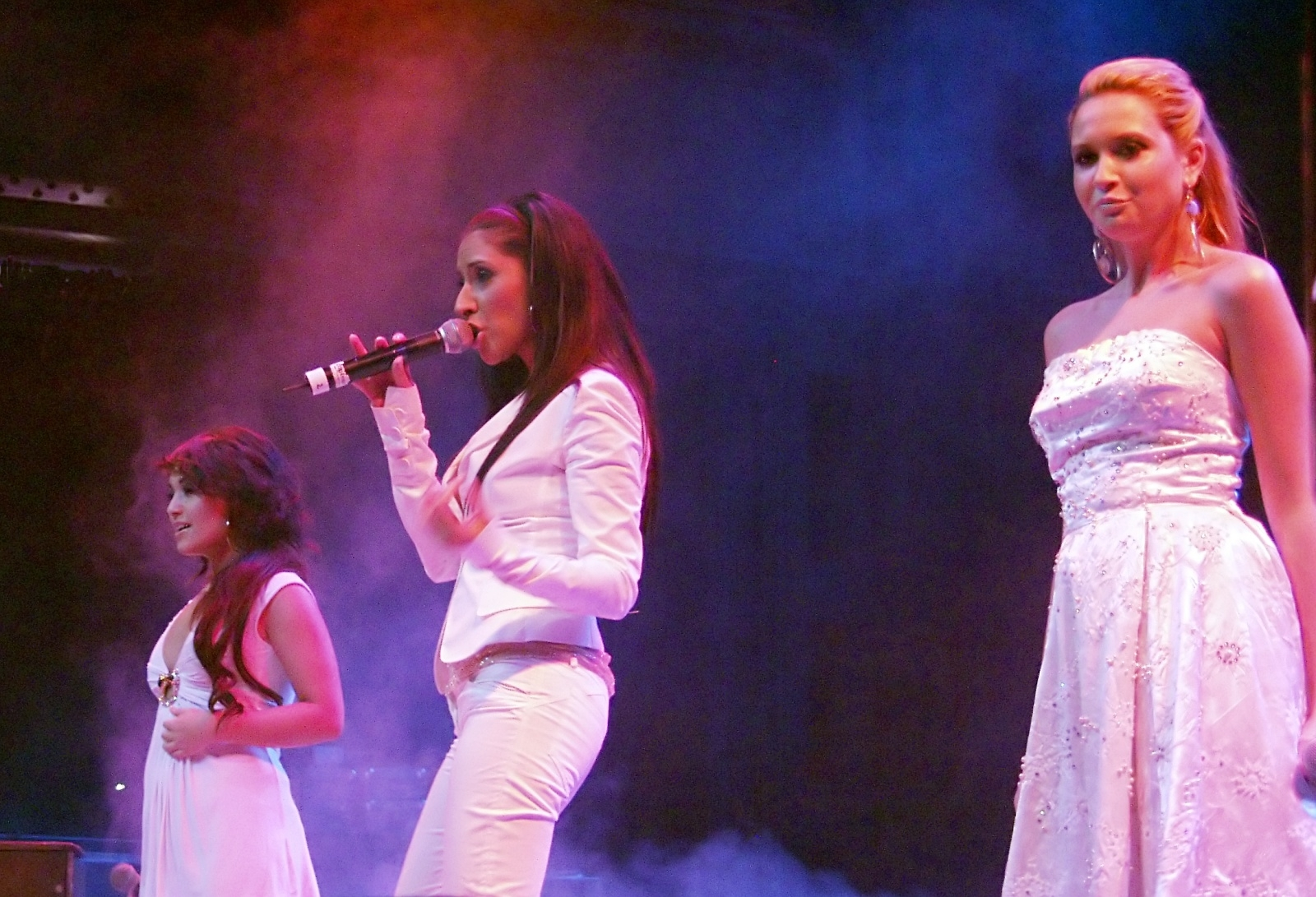
Monrose, 2007

Im Dezember 2006 kam die Debütsingle Shame auf den Markt, die in Zusammenarbeit mit dem Plattenlabel Starwatch Music produziert wurde. Obwohl die Ohrwurm-Qualitäten des Liedes allgemein gelobt wurden, kritisierten zahlreiche Rezensionen die übermäßige Verfremdung von Capristos Gesang. Sieben Tage nach der Single folgte das Debütalbum Temptation. Der erste große Auftritt fand bei The Dome statt.
Bevor sich die erste Single Shame in den deutschen Charts platzieren konnte, brach Monrose einen Verkaufsrekord: Im Bereich der legalen Musikdownloads gab es seit Beginn der Download-Erhebung in Deutschland keinen Titel, der in der ersten Woche nach seinem Erscheinen öfter heruntergeladen worden war als dieser. Der Anteil von Shame an allen verkauften Singles aus den deutschen Top 100 der ersten Verkaufswoche lag zudem laut Media Control bei einem Viertel.
Im März 2007 nahm die Gruppe an der deutschen Vorentscheidung zum Eurovision Song Contest 2007 in Hamburg mit dem Titel Even Heaven Cries teil, unterlag dort aber Roger Cicero. Das Lied war zugleich die zweite und letzte Singleauskopplung des Debütalbums. Das Album hielt sich 22 Wochen in den deutschen Top 100.
Bei der anschließenden Temptation-Tour, die von Ende April bis Anfang Juni 2007 stattfand, wurden drei der ursprünglich zwanzig Konzerttermine wegen schlechter Vorverkaufszahlen abgesagt, die verbliebenen Konzerte waren nicht ausverkauft. Ein frühes Scheitern der Gruppe sowie Auflösungsgerüchte machten in den Medien die Runde. Nach Beendigung der Tour absolvierte die Band eine Festival-Tour und nahm parallel in Kopenhagen und London ihr zweites Album auf.

### Erfolg mit zweitem AlbumStrictly Physical(2007–2008)

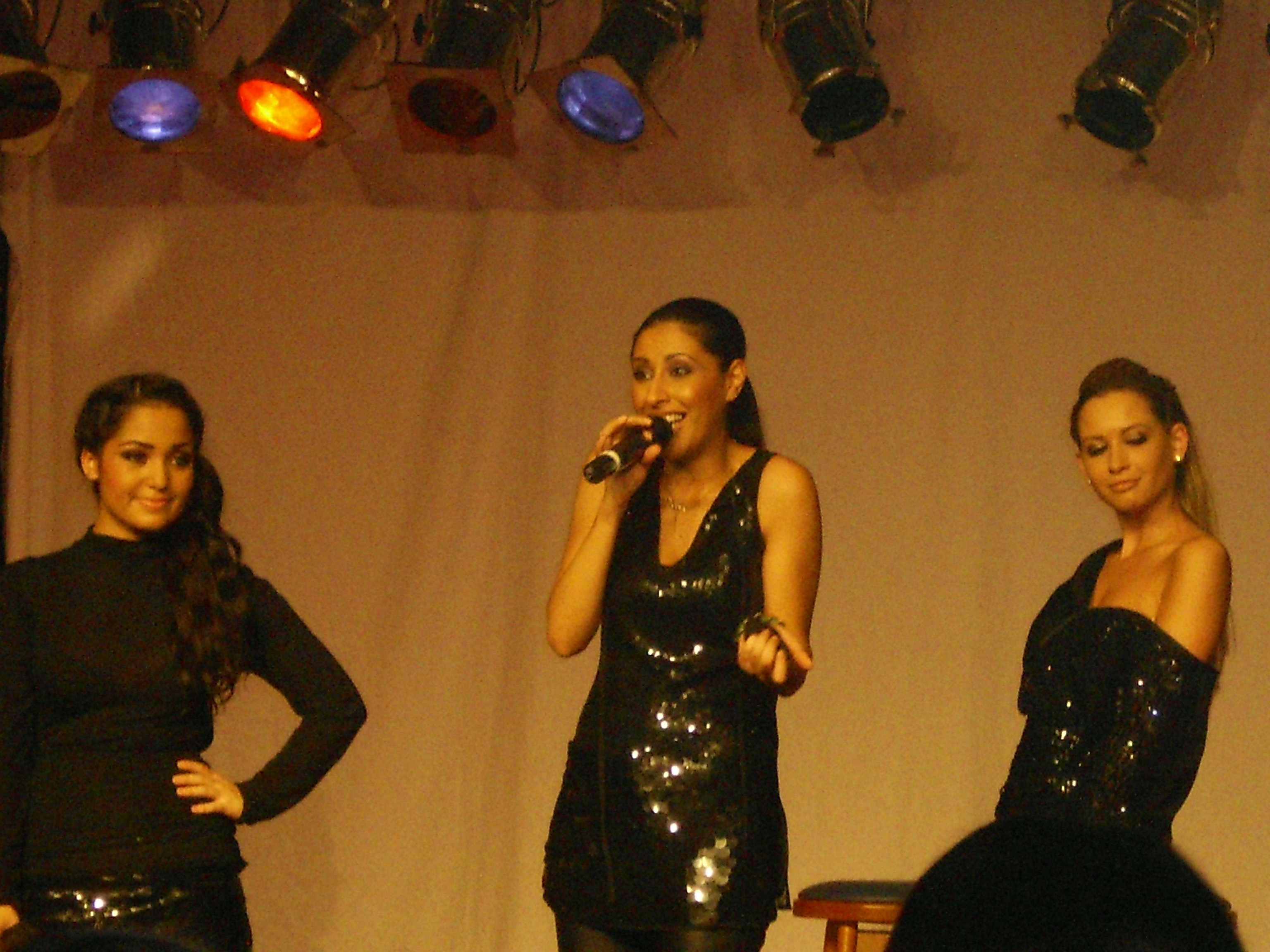
Monrose, 2008

Im Juni 2007 wurde die Single Hot Summer veröffentlicht. Sie erreichte Platz eins der deutschen, österreichischen und schweizerischen Singlecharts. Damit sind Monrose nach den No Angels die zweite Popstars-Band, die nach dem Debüt weitere Nummer-eins-Hits verzeichnen konnte. In Österreich hat Hot Summer im August 2007 Goldstatus erreicht, im September auch in Deutschland. Zugleich wurde mit einer Veröffentlichung von Hot Summer in den Niederlanden, Belgien, Skandinavien und Italien versucht, die Gruppe Monrose in diesen Ländern zu etablieren. Im Juni machten Monrose eine Promotour durch Istanbul. Hot Summer wurde dann auch in der Türkei veröffentlicht.
Im September 2007 wurde mit Strictly Physical die zweite Single des gleichnamigen zweiten Albums veröffentlicht. Während der Titeltrack den sechsten Platz der Singlecharts erreichte, stieg das Album auf Platz zwei der deutschen Albumcharts ein. Im Oktober erschien eine Sonderedition des Albums, die den Bonus-Track Say Yes enthält. Das Album Strictly Physical hielt sich 26 Wochen in den deutschen Top 100. Mit What You Don’t Know folgte im Dezember 2007 die dritte Singleauskopplung des Albums. Im März 2008 sang die Gruppe eine neue Version des Pro7-Sender-Slogans We Love to Entertain You ein.

### Das dritte StudioalbumI Am(2008–2009)

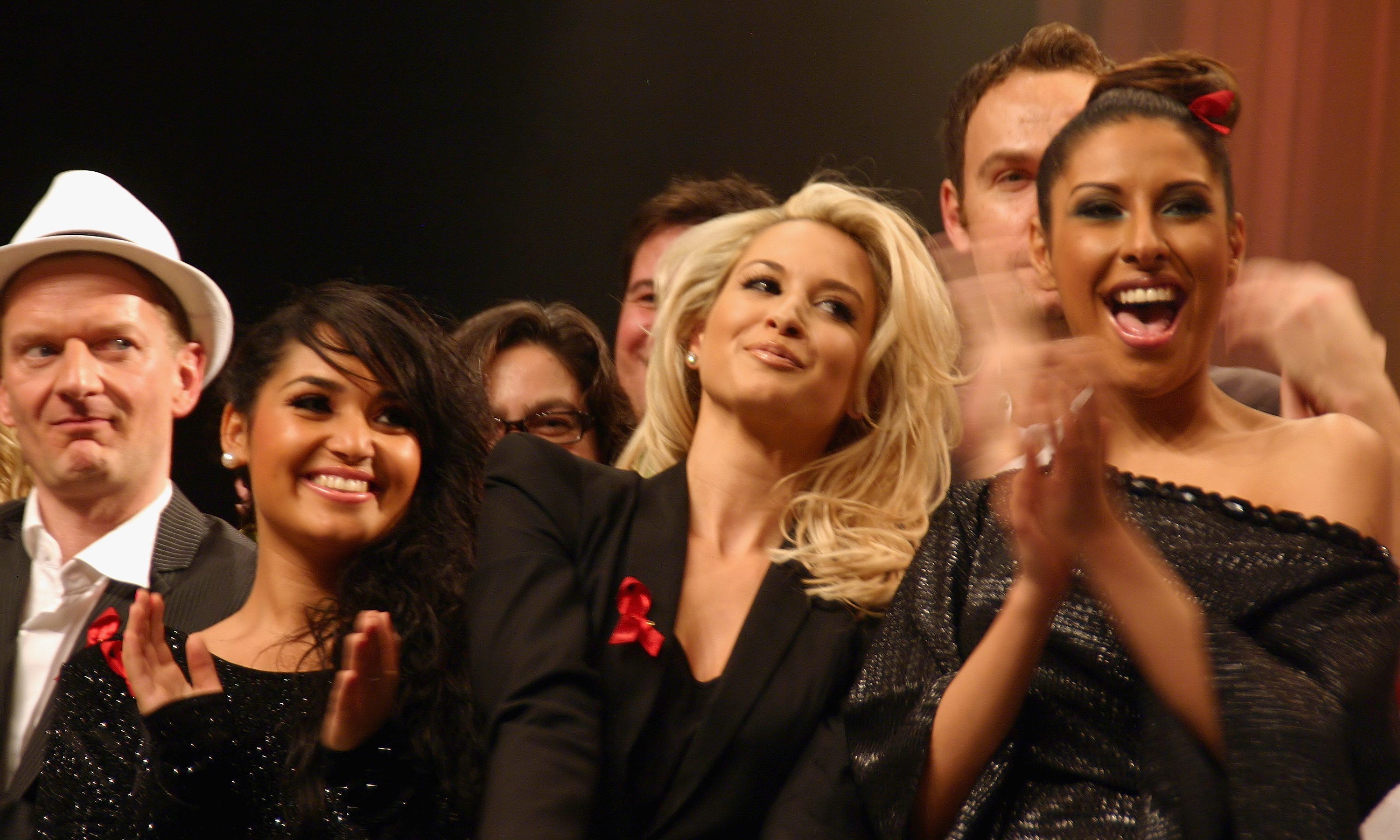
Monrose, 2009

Im Mai 2008 wurden Monrose mit einem Comet für die Single Hot Summer ausgezeichnet. Im Juni 2008 erschien mit dem von Ryan Tedder produzierten Song Strike the Match die erste Vorab-Single aus dem I Am betitelten dritten Album. Die Single stieg auf Platz 10 der deutschen, Platz 11 der Schweizer und auf Platz 16 der österreichischen Singlecharts ein. Das Album I Am erschien nach mehrfachen Verschiebungen letztlich im September 2008, im Oktober folgte die zweite Single Hit ’n’ Run, die sich in den deutschen Top 20 platzieren konnte.
Im November 2008 erschien die dritte Single-Auskopplung Why Not Us. Der Song erreichte Platz 27 der deutschen Hitparade. In Österreich schaffte er es auf Platz 53, den Einstieg in die schweizerischen Charts verfehlte er allerdings. Im Mai 2009 wurden Monrose erneut mit dem Comet ausgezeichnet, diesmal in der Kategorie Beste Band.

### Letztes Studioalbum:Ladylike(2009–2011)

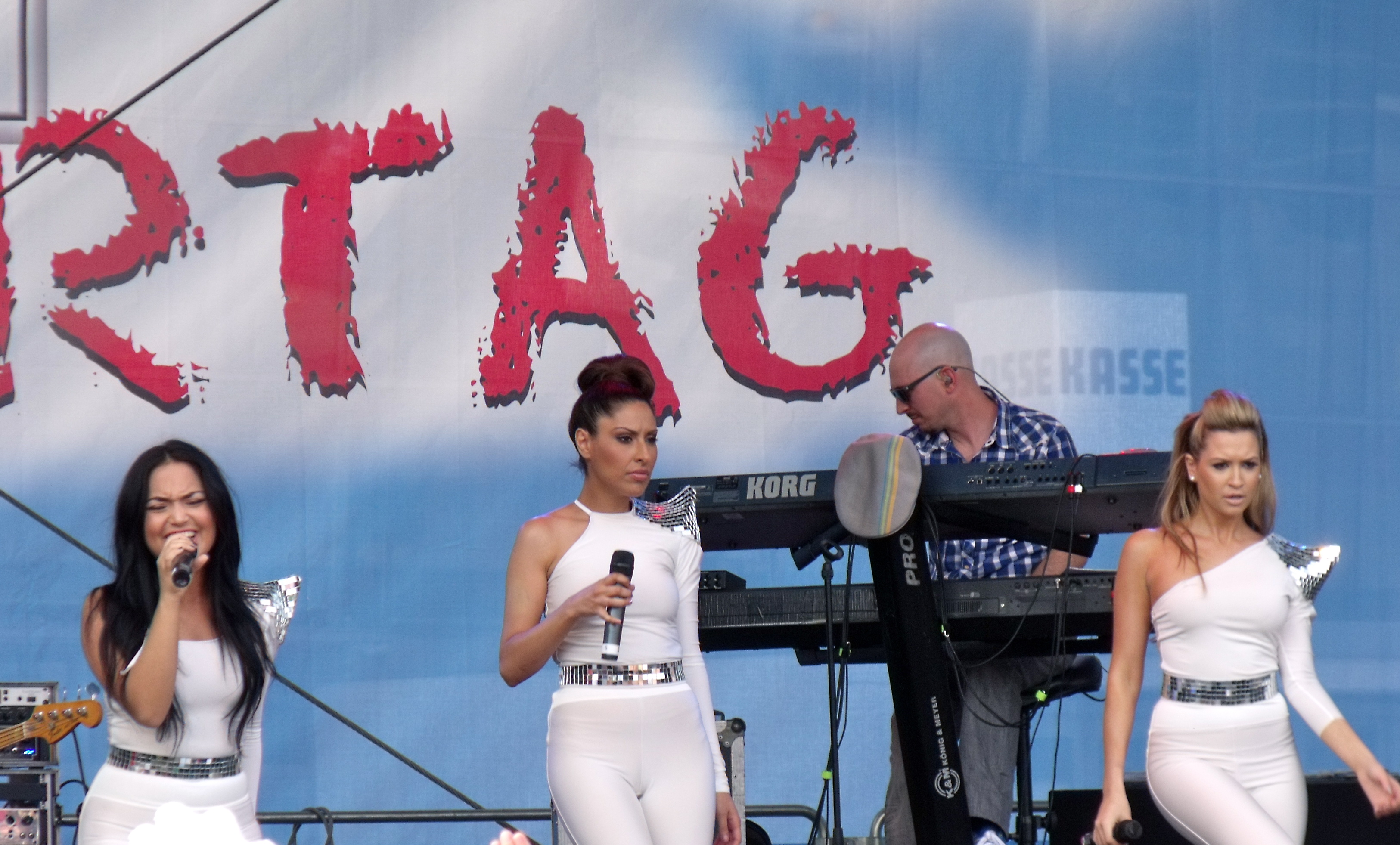
Monrose, 2010

Ab Sommer 2009 begannen Monrose an ihrem vierten Studioalbum zu arbeiten. Die Aufnahmen fanden in Deutschland und New York statt. Als erstes neues Lied wurde im November 2009 All or Nothing bei einem Fanclubtreffen vorgestellt. Als zweiten Song präsentierten sie im Februar 2010 den Titel Superstar DJ bei einem Douglas-Event. Im April stellten mit This Is Me ein weiteres Lied vom neuen Album vor. Im Mai wurde Like a Lady veröffentlicht, es erreichte Platz 9 der deutschen Singlecharts und war damit die erfolgreichste Single der Girlgroup seit Dezember 2007.
Im Juni 2010 wurde das vierte Studioalbum Ladylike veröffentlicht. Als zweite Singleauskopplung wurde im August 2010 This Is Me veröffentlicht. Das Lied stieg auf Platz 22 der deutschen Singlecharts ein. Im Dezember 2010 erschien mit der Ballade Breathe You In die dritte und letzte Auskopplung aus dem Album Ladylike. Im November 2010, zwei Tage nach dem vierjährigen Bandjubiläum, gab das Trio bekannt, in Zukunft getrennte Wege zu gehen. Zuvor hatte sich die Plattenfirma Warner Music nach enttäuschenden Verkaufszahlen des letzten Albums Ladylike gegen eine Verlängerung des Plattenvertrages ausgesprochen.
Im Sommer 2025 trat Senna Gammour im Rahmen ihrer eigenen Comedy-Tournee Toxisch aber süß erstmals wieder mit ihrer ehemaligen Bandkollegin Bahar Kizil auf, um gemeinsam ein Monrose-Medley zu performen.

## Diskografie
Studioalben

| Jahr | Titel Musiklabel                                | Höchstplatzierung, Gesamtwochen, AuszeichnungChartplatzierungen (Jahr, Titel, Musiklabel, Platzierungen, Wochen, Auszeichnungen, Anmerkungen) | Höchstplatzierung, Gesamtwochen, AuszeichnungChartplatzierungen (Jahr, Titel, Musiklabel, Platzierungen, Wochen, Auszeichnungen, Anmerkungen) | Höchstplatzierung, Gesamtwochen, AuszeichnungChartplatzierungen (Jahr, Titel, Musiklabel, Platzierungen, Wochen, Auszeichnungen, Anmerkungen) | Anmerkungen                                                  |
| Jahr | Titel Musiklabel                                | DE | AT | CH | Anmerkungen                                                  |
| ---- | ----------------------------------------------- | --- | --- | --- | ------------------------------------------------------------ |
| 2006 | Temptation Warner Music (WMG)                   | DE1 ×2Doppelplatin · (22 Wo.)DE | AT1 Platin · (17 Wo.)AT | CH1 Platin · (17 Wo.)CH | Erstveröffentlichung: 8. Dezember 2006 Verkäufe: + 460.000   |
| 2007 | Strictly Physical Starwatch Entertainment (WMG) | DE2 Gold · (26 Wo.)DE | AT7 Gold · (12 Wo.)AT | CH6 (10 Wo.)CH | Erstveröffentlichung: 21. September 2007 Verkäufe: + 110.000 |
| 2008 | I Am Starwatch Entertainment (WMG)              | DE9 Gold · (14 Wo.)DE | AT20 (4 Wo.)AT | CH14 (5 Wo.)CH | Erstveröffentlichung: 26. September 2008 Verkäufe: + 100.000 |
| 2010 | Ladylike Starwatch Entertainment (WMG)          | DE10 (13 Wo.)DE | AT26 (5 Wo.)AT | CH25 (5 Wo.)CH | Erstveröffentlichung: 11. Juni 2010 Verkäufe: + 30.000       |

## Auszeichnungen
- Bravo Otto
  - 2006: „Silber“ in der Kategorie „Band Pop“[18]
  - 2007: „Silber“ in der Kategorie „Band Pop“[19]
  - 2008: „Bronze“ in der Kategorie „Superband“[20]
  - 2009: „Silber“ in der Kategorie „Beste Band“[21]
  - 2010: „Bronze“ in der Kategorie „Beste Band“[21][22]

- Comet
  - 2008: in der Kategorie „Bester Song“ (Hot Summer)[23]
  - 2009: in der Kategorie „Beste Band“[24]

- CMA - Wild and Young Award
  - 2010: „Bronze“ in der Kategorie „Beste Band National“
  - 2010: „Silber“ in der Kategorie „Bestes Album National“ (Ladylike)

- Vivalicious Award
  - 2009: in der Kategorie „Best Style“[25]